# Monastero di Periblepto

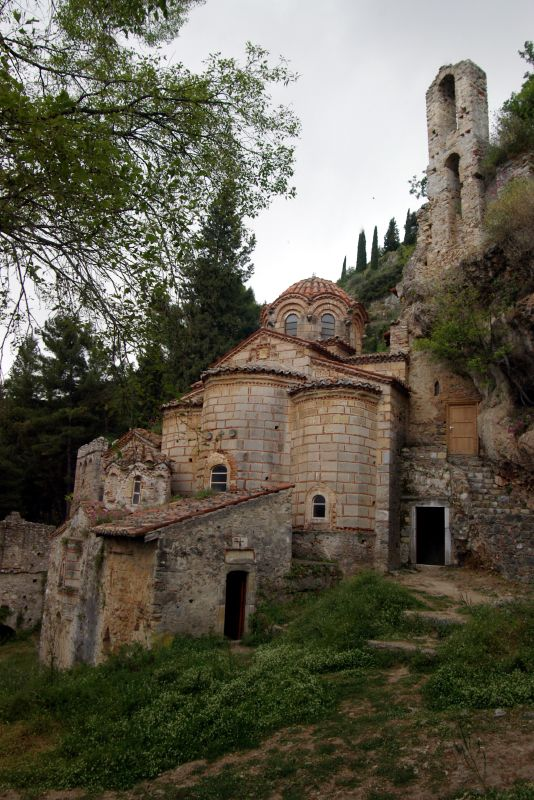
Il monastero di Periblepto

Il monastero di Periblepto (in greco Μονή Παναγίας Περιβλέπτου?) è un monastero di epoca tardo bizantina a Mistra, in Grecia. Fu probabilmente costruito nella metà del XIV secolo dal primo despota della Morea, Manuele Cantacuzeno, e prende il nome da uno dei più celebri monasteri della Costantinopoli bizantina. Gli affreschi della chiesa principale, datati tra il 1348 e il 1380, sono un rarissimo ciclo tardo bizantino sopravvissuto, cruciale per la comprensione dell'arte bizantina. È intitolato a Santa Maria di Peribleptos, ricalcando la dedica del monastero di Costantinopoli. Il monastero è costruito sul lato di una parete rocciosa con una grotta che sostiene la struttura. Questo stile architettonico è noto come stile Mistra ed è prevalente in diverse chiese e monasteri della zona, questo stile è caratterizzato da una somiglianza con un castello. È costruito con pietre squadrate con tegole intarsiate. La complessità e le variazioni uniche della forma della struttura dell'esterno creano una superficie interna al monastero che si presta alla qualità eterea degli affreschi che coprono le pareti. Questi sono stati descritti come "delicati e sommessi".

## Affreschi

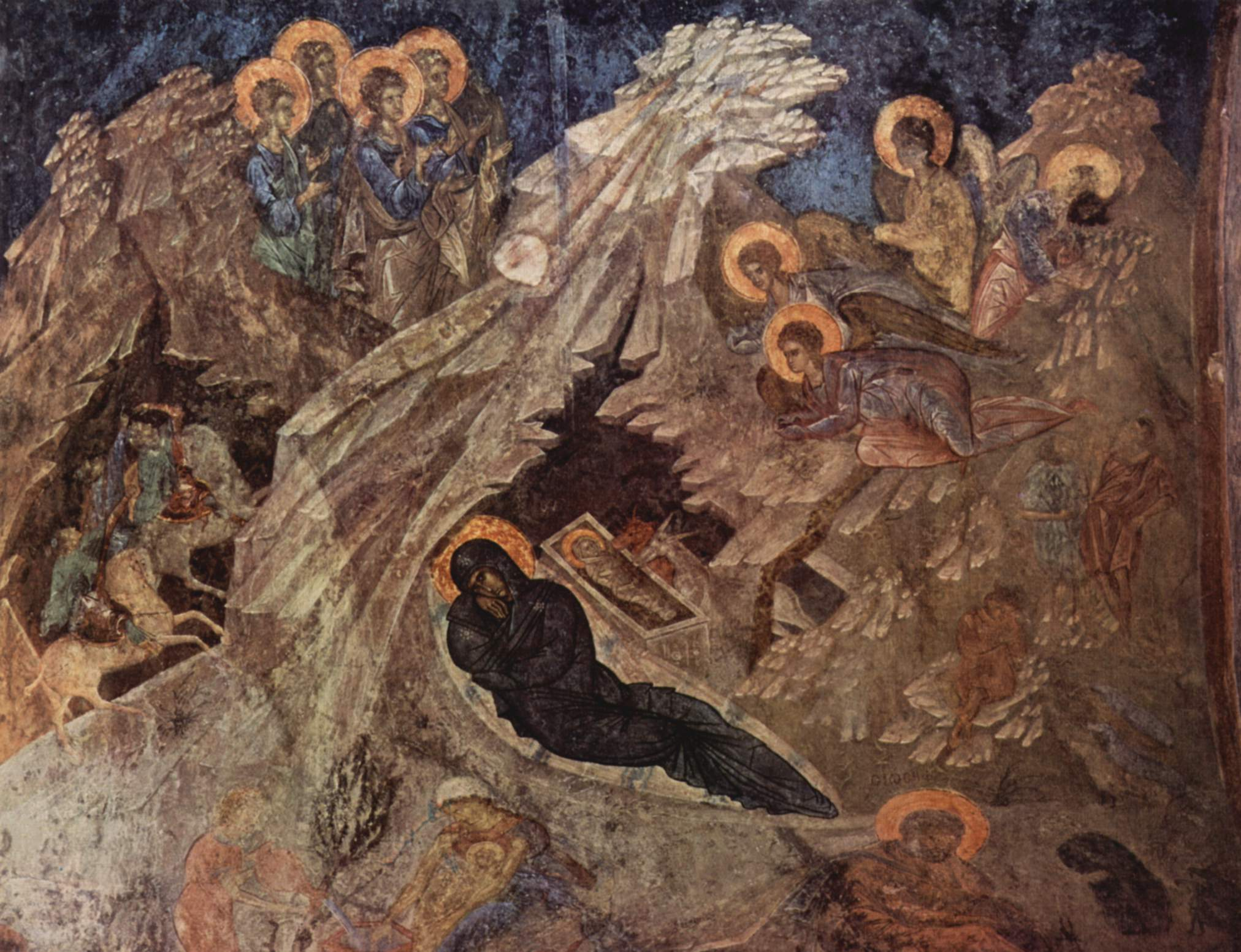
Affresco del monastero di Periblepto

I vasti affreschi che coprono l'interno del monastero di Peribleptos sono stati creati dal 1350 al 1375. Queste opere sono state collegate alle scuole d'arte cretese e macedone.
Come dice la storica dell'arte Annie Labatt: "lo spazio e il movimento sono trattati con un tocco occidentale in questi affreschi". 
A causa dell'abside e di altre superfici che creano superfici spaziali complesse, gli artisti che dipinsero queste opere ebbero il vantaggio di mostrare immagini del Nuovo Testamento con un flusso perpetuo con un affresco che conduce ad un altro. Non è chiaro chi fossero gli artisti. La dedicazione alla Vergine Maria è stata dimostrata come un punto focale iconico prominente nell'arte religiosa nelle chiese e nei monasteri di Mistra. Nel monastero di Periblepto, le reliquie includono un affresco di San Giovanni Battista in una scena del Battesimo di Cristo. Un'altra reliquia notevole è la testa di San Gregorio di Nazianzo, arcivescovo di Costantinopoli del IV secolo.